# La Querola
La Querola (IPA: [laka'ɾola]) és un veïnat de la comuna de Mosset, a la comarca del Conflent, de la Catalunya del Nord.
És situat uns 400 metres a sota, al sud-oest d'aquest poble, majoritàriament a la dreta de la Castellana.
És un dels veïnats documentats des d'antic del terme de Mosset. Està documentat des de l'any 1362.

## Etimologia
Joan Coromines explica que el nom d'aquest poble, derivat de Quer, igual que el de Querol, deriva del mot català antic quer (roca, penyal), que prové, possiblement, d'un preromà cariu, segurament cèltic, que té alhora el seu origen en l'arrel kerr- (pedra), germana del basc karri (igualment, pedra).